# Лакон (кантон)
Лако́н (фр. Lacaune, окс. La Cauna) — упразднённый кантон во Франции, находился в регионе Юг — Пиренеи, департамент Тарн. Входил в состав округа Кастр.
Код INSEE кантона — 8115. Всего в состав кантона Лакон входили 7 коммун, из них главной коммуной являлась Лакон.
Кантон был упразднён в марте 2015 года.

## Население
Население кантона на 2009 год составляло 3719 человек.
| 1962 | 1968 | 1975 | 1982 | 1990 | 1999 | 2009 |
| ---- | ---- | ---- | ---- | ---- | ---- | ---- |
| 4299 | 4972 | 4740 | 4568 | 4185 | 3941 | 3719 |

## Коммуны кантона
| Коммуна | Население, чел. (2010) | Код INSEE | Почтовый индекс |
| ------- | ---------------------- | --------- | --------------- |
| Берлатс | 105                    | 81028     | 81260           |
| Вьян    | 620                    | 81314     | 81530           |
| Жижунет | 134                    | 81103     | 81530           |
| Лакон   | 2603                   | 81124     | 81230           |
| Сено    | 39                     | 81282     | 81530           |
| Эскру   | 49                     | 81085     | 81530           |
| Эсперос | 157                    | 81086     | 81260           |